# Hymenophyllum trichomanoides
Hymenophyllum trichomanoides är en hinnbräkenväxtart som beskrevs av V. d. Bosch. Hymenophyllum trichomanoides ingår i släktet Hymenophyllum och familjen Hymenophyllaceae. Inga underarter finns listade.